# Gümeleönü, Almus
Gümeleönü là một xã thuộc huyện Almus, tỉnh Tokat, Thổ Nhĩ Kỳ. Dân số thời điểm năm 2011 là 145 người.